# Галатоне
Гала̀тоне (на италиански: Galatone, на местен диалект Galàtune, Галатуне) е град и община в Южна Италия, провинция Лече, регион Пулия. Разположен е на 58 m надморска височина. Населението на общината е 15 853 души (към 2012 г.).